# Jerzy Tomaszewski (dziennikarz)
Jerzy Tomaszewski (ur. 8 kwietnia 1932 w Pruszkowie, zm. 31 marca 2011 w Krakowie) – polski dziennikarz związany z Polską Agencją Prasową.

## Życiorys
Studiował i ukończył Akademię Wychowania Fizycznego w Krakowie. Od 1951 rozpoczął pracę w Polskiej Agencji Prasowej w Katowicach, w następnym roku przeszedł do oddziału w Krakowie. Dziewięć lat później otrzymał stanowisko kierownika oddziału. Po 1970 został korespondentem z ramienia Agencji w Niemczech, początkowo w Berlinie, a następnie w Bonn. W PAP pracował do 1991, od 1989 równolegle pracował jako rzecznik prasowy w Krakowskiej Kongregacji Kupieckiej, która wówczas wznowiła działalność. Od 1991 przeszedł w stan spoczynku. 
Zmarł 31 marca 2011 i spoczął na cmentarzu Rakowickim.